# Informationsfreiheitsbeauftragter
Aufgabe der Informationsfreiheitsbeauftragten ist es, die Einhaltung der Vorschriften zur Informationsfreiheit, d. h. zum freien Zugang zu Informationen öffentlicher Stellen bzw. zu einem voraussetzungslosen Aktenzugang, zu überwachen.
In Deutschland gibt es auf Bundesebene und in allen Bundesländern mit Ausnahme von Bayern, Niedersachsen und Sachsen Informationsfreiheitsgesetze und entsprechend auch Informationsfreiheitsbeauftragte. Die Aufgaben der Informationsfreiheitsbeauftragten werden vom jeweiligen Datenschutzbeauftragten wahrgenommen.
Jeder kann den Beauftragten für die Informationsfreiheit anrufen, wenn er sein
Recht auf Informationszugang als verletzt ansieht. Die Befugnisse der Informationsfreiheitsbeauftragten entsprechen gegenüber öffentlichen Stellen denjenigen der Datenschutzbeauftragten nach den jeweiligen Datenschutzgesetzen.